# فرانک فیلن
فرانک فیلن (انگلیسی: Frank Faylen،‏ ۸ دسامبر ۱۹۰۵ – ۲ اوت ۱۹۸۵) یک هنرپیشه اهل ایالات متحده آمریکا بود.

## گزیده فیلمشناسی
از فیلم‌ها یا برنامه‌های تلویزیونی که وی در آن نقش داشته‌است می‌توان به آثار زیر اشاره کرد.
- گلوله‌ها یا قرعه‌ها (۱۹۳۶)
- زن بدنام (۱۹۳۷)
- سن کوئنتین (فیلم ۱۹۳۷) (۱۹۳۷)
- رینو (فیلم ۱۹۳۹) (۱۹۳۹)
- بربادرفته (فیلم ۱۹۳۹) (۱۹۳۹)
- خوشه‌های خشم (فیلم) (۱۹۴۰)
- قلعه (فیلم ۱۹۴۰) (۱۹۴۰)
- بیا با من زندگی کن (فیلم) (۱۹۴۱)
- شکوفه در غبار (۱۹۴۱)
- گروهبان یورک (فیلم) (۱۹۴۱)
- احمق آمریکایی خوش‌تیپ (۱۹۴۲)
- غرور یانکی‌ها (۱۹۴۲)
- به شکار ارواح می‌رویم (۱۹۴۲)
- جزیره ویک (فیلم ۱۹۴۲) (۱۹۴۲)
- داستان پام بیچ (۱۹۴۲)
- بجنبید سربازها! (۱۹۴۳)
- مأموریت به مسکو (۱۹۴۳)
- مردی به نام جو (۱۹۴۳)
- نشانی ناشناخته (۱۹۴۴)
- روح کانترویل (۱۹۴۴)
- تعطیلی ازدست‌رفته (۱۹۴۵)
- هر کس سوی خودش (۱۹۴۶)
- کوکب آبی (۱۹۴۶)
- آسمان‌های آبی (۱۹۴۶)
- چه زندگی شگفت‌انگیزی (۱۹۴۶)
- مخاطرات پائولین (۱۹۴۷)
- کالیفرنیا (فیلم ۱۹۴۷) (۱۹۴۷)
- مخاطره (فیلم ۱۹۴۸) (۱۹۴۸)
- خون در ماه (۱۹۴۸)
- داستان کارآگاه (فیلم ۱۹۵۱) (۱۹۵۱)
- تک‌تیرانداز (فیلم ۱۹۵۲) (۱۹۵۲)
- دور از همه قایق‌ها (۱۹۵۶)
- سواره‌نظام هفتم (فیلم) (۱۹۵۷)
- جدال در اوکی کرال (فیلم) (۱۹۵۷)
- دینو (فیلم) (۱۹۵۷)
- شمال به آلاسکا (۱۹۶۰)
- دختر شوخ (فیلم) (۱۹۶۸)